# Baileya restitans
Baileya restitans är en fjärilsart som beskrevs av Dyar 1913. Baileya restitans ingår i släktet Baileya och familjen trågspinnare. Inga underarter finns listade i Catalogue of Life.